# Реформа здравоохранения и защиты пациентов в США
Закон о защите пациентов и доступном здравоохранении (англ. Patient Protection and Affordable Care Act; сокращённое название Affordable Care Act , ACA — Закон о доступном здравоохранении; неофициальное название по имени инициатора — англ. Obamacare) — федеральный закон США, подписанный президентом США Бараком Обамой 23 марта 2010 года. Законодательная основа реформы здравоохранения, ставшей одним из самых крупномасштабных проектов в истории США с середины 1960-х годов. Большинство основных положений введено в действие к январю 2014 года, остальные положения вводились поэтапно к 2020 году; штраф за исполнение мандата отменён с 2019 года.
Реформа является инициативой бывшего президента США Барака Обамы и считается главным достижением его президентства.
Это первая попытка реформировать медицинскую систему США с 1960-х гг., когда президентом Джонсоном были созданы государственные программы Medicare и Medicaid с целью помочь пенсионерам и малоимущим. Нынешнюю реформу ещё в 1993 году пыталась провести, правда, безуспешно, администрация Билла Клинтона.
13 января 2017 года, за 6 дней до инаугурации Дональда Трампа, Палата представителей Конгресса США проголосовала за резолюцию, которая инициирует процесс отмены закона, однако Сенат не утвердил это решение.

## Предыстория вопроса
За последние 30 лет в Америке непропорционально выросли расходы на здравоохранение, хотя объективных предпосылок в виде улучшения качества услуг не было. За последнее десятилетие стоимость страхования одного работника выросла более чем в два раза. Значительная часть населения остаётся не застрахованной, и доля таких людей растёт. Рынок страхования, предоставляемого работодателями, чрезвычайно монополизирован, что препятствует мобильности трудовых ресурсов и создаёт условия для дискриминации пациентов как до, так и после заключения страхового договора, в том числе в виде отказа в выплатах. Постоянно растущая стоимость федеральных программ Medicare и Medicaid служит одной из причин большого дефицита бюджета США.
Нынешняя медицинская система отличается нерешённостью взаимодействия государственного и частного секторов экономики. Несмотря на то, что государство выделяет колоссальные суммы в отрасль, оно не имеет действенных рычагов контроля над ценами и издержками услуг и препаратов.
В результате практически полностью отданная в частные руки медицина хотя и отвечает американским идеалам, на деле оказывается непомерно дорогой, и многие малоимущие граждане не могут её оплачивать, при этом зачастую государство их также никак не защищает. США является одной из немногих развитых стран, не имеющих всеобщей системы медицинского страхования.

## Содержание реформы
21 марта 2010 года Конгресс США одобрил реформу здравоохранения.
Главным элементом реформы, осуществление которой должно начаться с октября 2013 года, является введение обязанности граждан США приобретать медицинскую страховку, если они не застрахованы. При этом предусматриваются субсидии малоимущим.
Реформа также призвана улучшить условия медицинского страхования уже имеющих полис граждан. Так, согласно законопроекту, с 1 января 2014 года работодатели и их страховщики больше не смогут отказывать работникам в предоставлении медицинской страховки или повышать страховые взносы за неё в случае, если до момента началa трудового договора у работника уже было подтверждено тяжелое хроническое заболевание (например, СПИД, рак и т. д.).

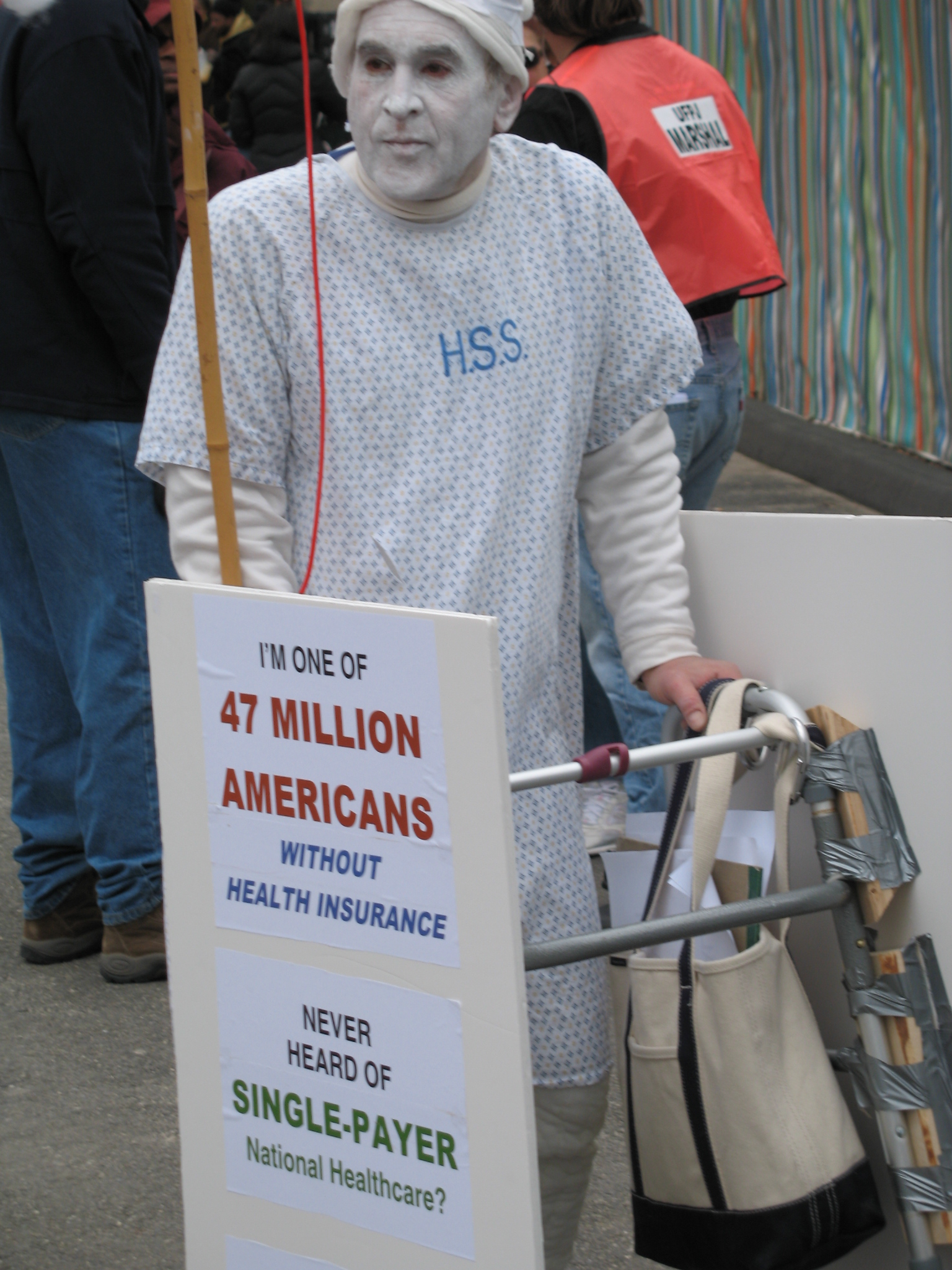
Костюмированный сторонник системы универсального страхования.

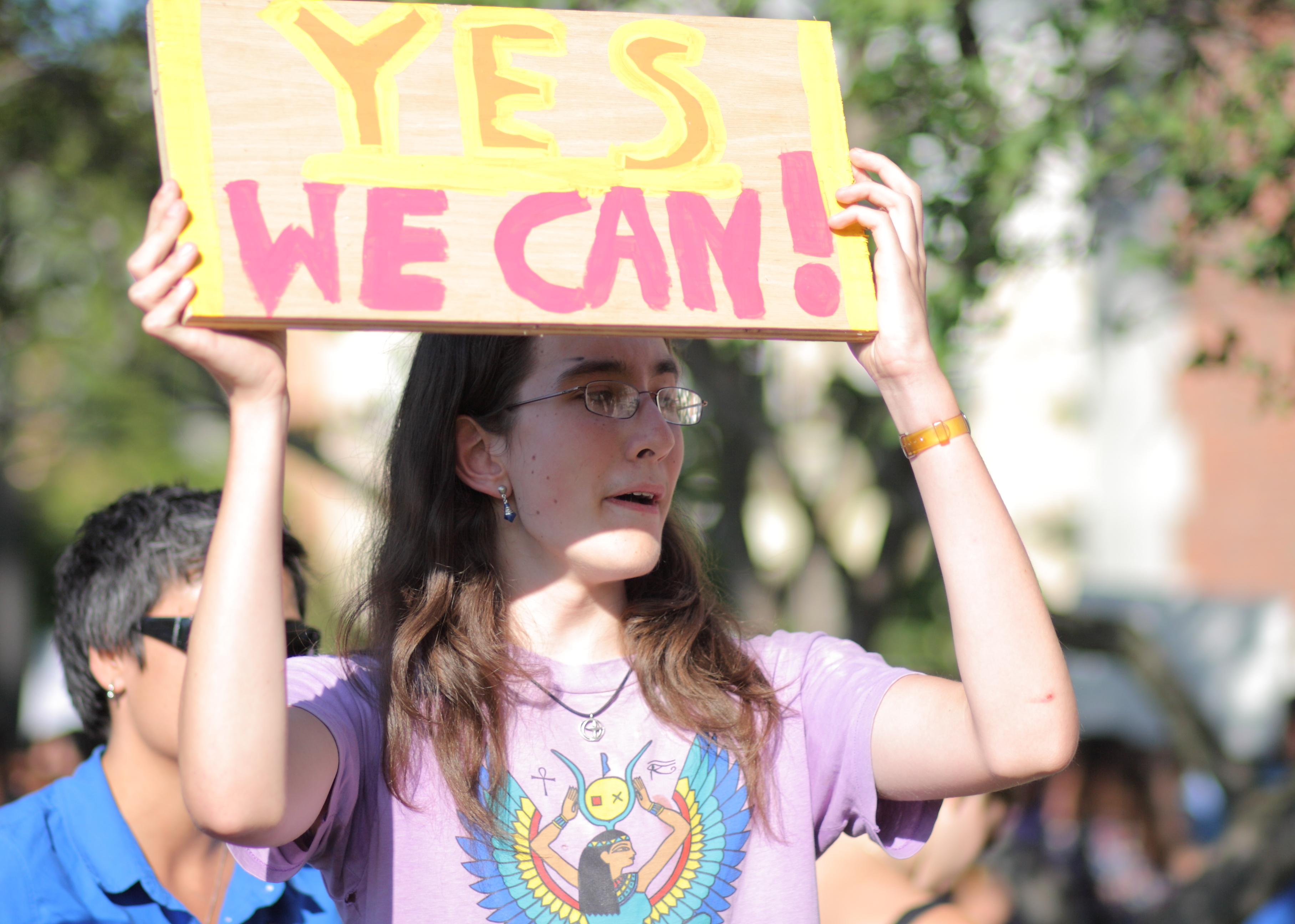
Участница митинга в поддержку реформы.

Будут созданы биржи для страхователей, благодаря которым появится возможность получить полис для тех, кто не смог получить страховку у работодателя. Для страховых взносов в этом случае будет установлен «потолок» в 3-9,5 % от доходов клиента. Граждане смогут приобретать страховку без содействия работодателей в специально созданных для этого центрах. Появится административная ответственность в отношении лиц, отказывающихся приобретать, и компаний, отказывающихся продавать полис. Начиная с 2014 года подобные штрафы для граждан должны были составлять 95 долл. или 1 % от дохода и постепенно возрастут до 695 долл. или 2 % от дохода. Система снабжения престарелых граждан нужными медикаментами будет усовершенствована.
В результате страховое покрытие должно охватить 95 % населения страны (против 84 % по данным 2011 года).

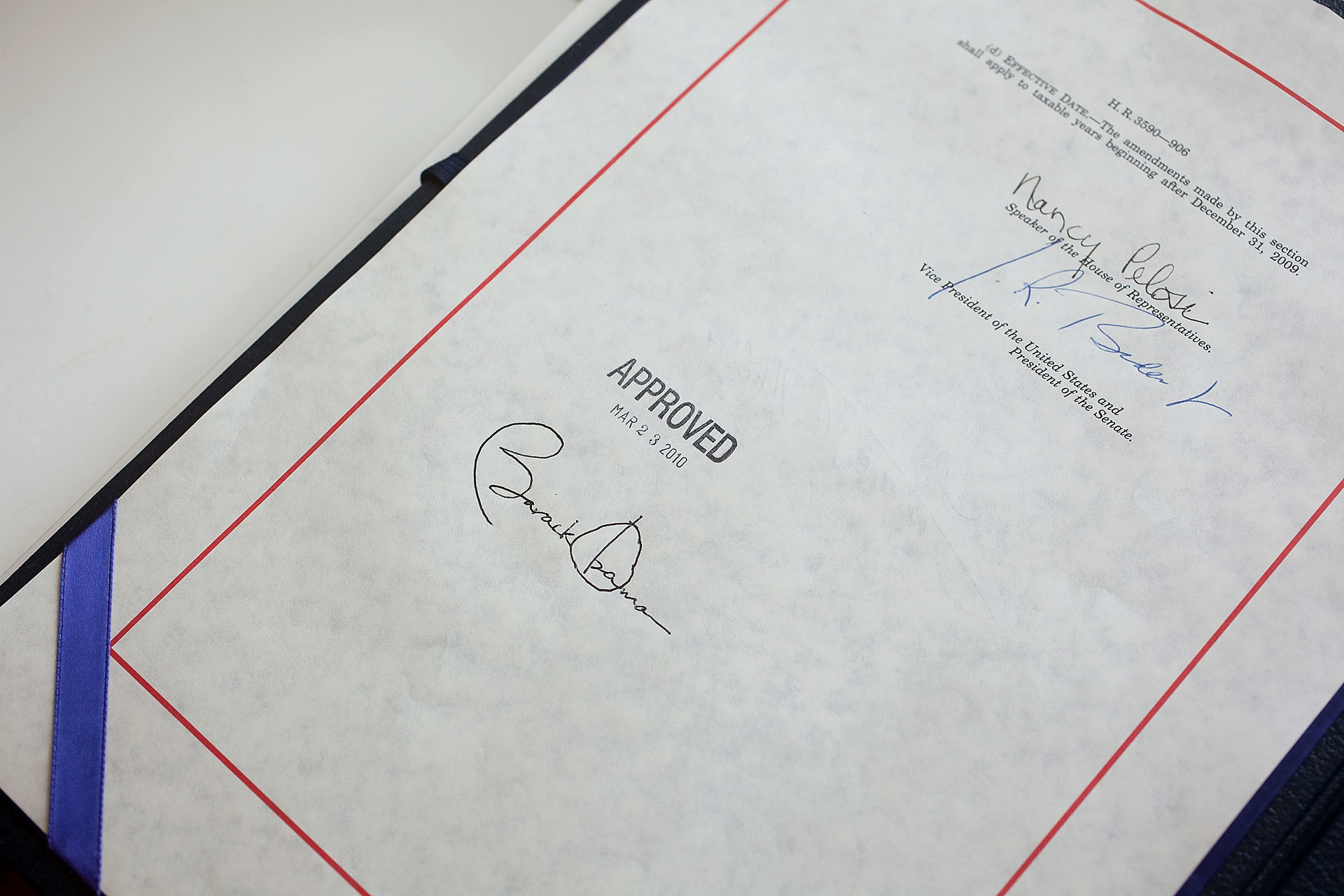
Подпись на оригинале закона.

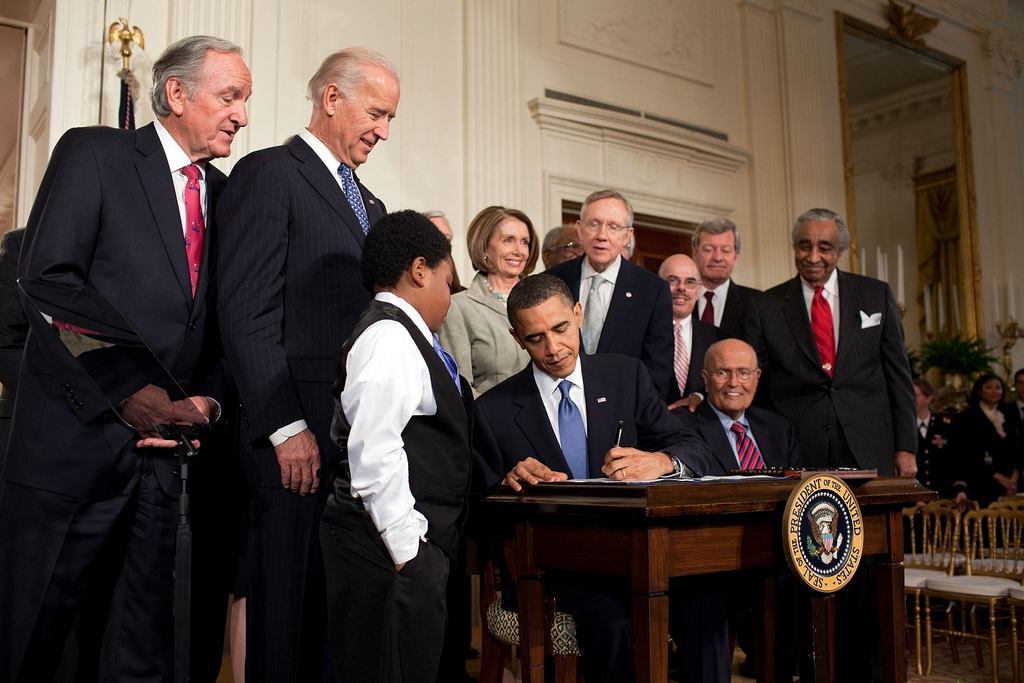
Президент США Барак Обама подписывает закон о реформе системы здравоохранения («The Patient Protection and Affordable Care Act» — PPACA).

Все работодатели, у которых работает как минимум 50 человек, обязаны под угрозой штрафа предоставить медицинскую страховку своим сотрудникам. Закон также предусмотрел гранты штатам на функционирование так называемых программ обменов, управляемых штатами (state-based exchanges), через которые должны получать медицинскую помощь люди, не имеющие других видов страхования. Страховые компании отныне должны направлять в Министерство здравоохранения и социальной защиты США обоснования завышенных страховых взносов. Страховщики лишились права использовать такие факторы, как наличие хронических заболеваний, пол пациента при расчете страховых взносов за полис, вводить максимальные пороги выплат в течение жизни человека и в течение финансового года, а также расторгать договор в случае серьезной болезни пациента. Все страховые планы должны включать меры профилактики здоровья и иммунизацию. Неженатые дети могут получать медицинское обслуживание по полисам своих родителей до 26 лет. Предприятия малого бизнеса, в которых работают менее 25 сотрудников, получили право на налоговый кредит на покрытие 35% страховых взносов по полисам медицинского страхования при условии, что они оплачивают как минимум половину суммы страховой премии.
По мнению авторов законопроекта, эффективность системы в целом повысится. Только в результате сокращения административных расходов в страховых компаниях удастся высвободить 286 млрд долл.
Программа рассчитана на 10 лет и будет стоить американскому бюджету 940 млрд долл. По оценке Бюджетного управления Конгресса, данной в 2012 году, в случае отмены реформы бюджетный дефицит на протяжении 10 лет вырос бы на 109 млрд долл.

## Критика

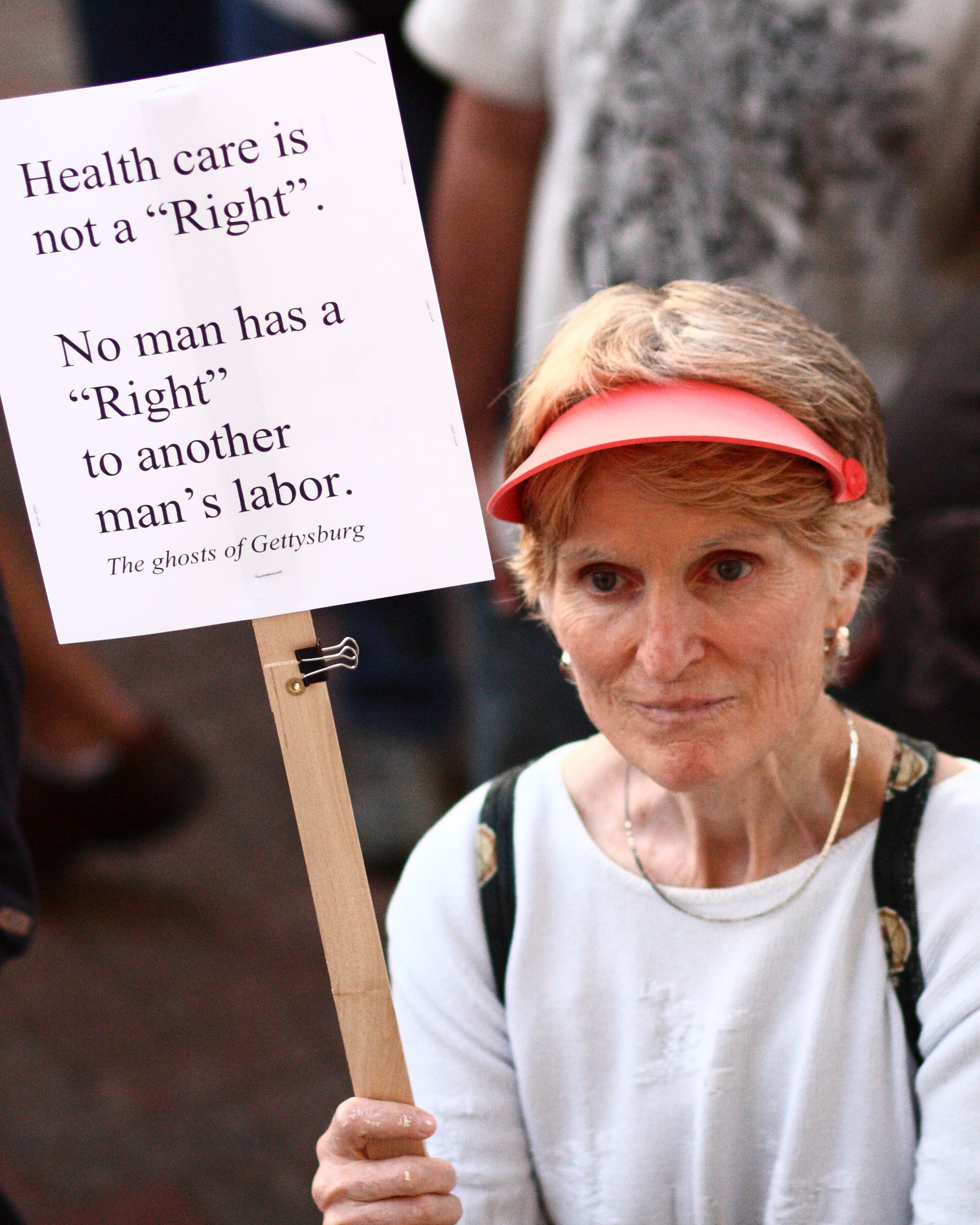
На митинге против реформы. На плакате написано: «Медицинское обеспечение не является «правом». Никто не имеет «права» на труд другого человека.»

Оппозиция закону и попытки его отменить основаны на поддержке таких сил, как профсоюзы, пропагандистские центры американских консерваторов, республиканцы, объединения представителей малого бизнеса и Движения чаепития. Эти группы выражают мнение, что закон сорвёт планы по развитию существующей системы здравоохранения, что новые стандарты страхования повысят общественные расходы и увеличат бюджетный дефицит. Некоторые возражают самой идее всеобщего здравоохранения, рассматривая медицинскую страховку как товар, который, подобно другим, не должен субсидироваться.  Президент Трамп неоднократно обещал «отменить и заменить» этот закон, но так и не сделал этого за свой срок..
12 мая 2016 года республиканцы добились важной судебной победы: федеральный суд постановил, что администрация Обамы использовала неправильные методы для финансирования субсидий малоимущим в рамках реформы. В 2012 году американские епископы подали в суд иски из-за раздела реформы, обязывающего покрывать страховкой расходы работников на контрацепцию, так как это нарушает права верующих работодателей на свободу вероисповедания. Верховный суд США в 2020 году постановил, что работодатели, возражающие против использования противозачаточных средств по религиозным или моральным соображениям, могут исключить такое покрытие из страхового плана своего работника.

## Последствия
По причине того, что реформа означает увеличение государственного регулирования, полагается на мощный правительственный аппарат федерального уровня и требует больших бюджетных расходов, сама реформа в целом, а также её отдельные положения и/или этапы в частности неоднократно саботировались представителями Республиканской партии, контролирующей Палату представителей США. Данные противоречия в конце концов привели к тому, что не был вовремя согласован бюджет на 2014 финансовый год и, следовательно, к приостановке работы правительства США и государственных организаций с 1 октября 2013 года.
С октября 2013 года по июнь 2014 года, по разным оценкам, число совершеннолетних американцев, имеющих медицинское страхование, выросло на 8-10 млн.

## Попытки отмены и корректировка закона
28 июня 2012 года Верховный суд США принял решение по иску Национальной федерация независимого бизнеса США и 26 штатов, требовавших отменить закон, делающий медицинскую страховку в США фактически обязательной (en:National Federation of Independent Business v. Sebelius). По мнению истцов, конгресс превысил полномочия, обязав всех граждан США с 2014 года либо приобретать страховку, либо платить штраф. Однако Верховный суд США признал требование об обязательном приобретении страховки конституционным.
25 июня 2015 года Верховный суд США вновь отклонил жалобу на реформу здравоохранения (en:King v. Burwell). На этот раз истцами были частные лица.
14 января 2017 года, за 6 дней до инаугурации Дональда Трампа, Палата представителей США проголосовала за резолюцию, которая инициирует процесс отмены Obamacare.
20 января 2017 года вступивший в должность Президент США Дональд Трамп в первые часы своей работы в Белом доме подписал исполнительный указ, облегчающий действующие для госучреждений нормативные требования, введенные законом о доступном медстраховании, на основании которого работает программа Obamacare.
В конце июня президент США призвал сенаторов республиканской партии отменить действующую сейчас систему медицинского страхования, принятую при Бараке Обаме.
28 июля 2017 года Сенат США отклонил «урезанный» план по частичной замене реформы здравоохранения Obamacare. Решающий голос принадлежал сенатору-республиканцу Джону Маккейну.
В октябре 2017 года администрация Трампа сообщила, что прекратит ряд выплат страховым компаниям, считая, что они не имеют необходимого одобрения Конгресса.
В декабре 2017 года был подписан закон, который отменил норму об обязательном штрафе для тех граждан США, которые отказываются самостоятельно обеспечивать себя медстраховкой.
15 декабря 2018 года федеральный суд в техасском городе Форт-Уорт объявил неконституционной реформу здравоохранения и защиты пациентов в США. Судья Рид О'Коннор, принявший это решение, объяснил его упразднением в 2017 году одного из главных положений Obamacare — мандата, обязывающего всех граждан США покупать медицинскую страховку. Был отменён штраф за отсутствие страховки, что по мнению О'Коннора, сделало остальную часть реформы недействительной.
Однако 17 июня 2021 года Верховный суд США оставил в силе действие закона о реформе здравоохранения, указав, что штат Техас и другие истцы не имели права подавать иски с целью аннулирования данного закона. Новый президент США Джо Байден назвал это решение Верховного суда «большой победой для всех американцев, пользующихся этим новаторским и изменяющим жизнь законом».